# Sekai Project
A Sekai Project é uma publicadora de jogos eletrônicos norte-americana. Ela é mais conhecida por licenciar e traduzir romances visuais japoneses para o inglês, mas também já publicou mangás e outros jogos eletrônicos que não são romances visuais.

## História
A Sekai Project teve origem em 2007 como um grupo de tradução amadora, trabalhando na tradução do romance visual School Days. Mais tarde, eles firmaram parceria com a editora JAST USA, transformando sua tradução amadora na versão oficial em inglês do jogo. A Sekai Project começou a publicar jogos no Steam em 2014; o primeiro título foi World End Economica episode.01, lançado em junho. A empresa utilizou a plataforma de financiamento coletivo Kickstarter para financiar muitos de seus projetos. Em novembro de 2014, eles lançaram uma campanha para financiar o lançamento em inglês do romance visual Clannad. A campanha superou sua meta de 140 mil dólares e arrecadou mais de 500 mil dólares. Em julho de 2015, a Sekai Project anunciou que também estaria localizando mangás, além dos jogos, começando com Gate: Jieitai Kano Chi nite, Kaku Tatakaeri.
Como o Steam geralmente não permite a venda de jogos para adultos em sua plataforma, a Sekai Project lança seus títulos adultos por meio de sua empresa parceira, a Denpasoft. Para jogos como Grisaia no Kajitsu, uma versão para todas as idades está disponível no Steam, enquanto a versão para adultos é vendida diretamente através do site da Denpasoft.
Em 2017, a empresa fez parceria com o Humble Bundle, um mercado online onde jogos são vendidos com base no que outros usuários pagaram por eles. Como é comum no site do Humble Bundle, os usuários também puderam doar uma parte de seu pagamento para a instituição de caridade de sua escolha.
Em junho de 2018, a Sekai Project forneceu uma versão censurada do jogo para adultos Maitetsu à Fakku distribuir, contrariando o que a ela havia prometido tanto à Fakku quanto aos seus clientes.
Em agosto de 2018, a Sekai Project demitiu alguns ou todos os seus funcionários permanentes no escritório de Los Angeles. Em um comunicado à imprensa, eles afirmaram que a maioria dos funcionários dispensados era da área de marketing, mas um dos funcionários postou no Twitter alegando que todos os funcionários do escritório de LA foram demitidos. A maioria do trabalho de tradução e programação para a empresa é realizado por freelancers remotamente. Isso continua desde as demissões.